# 개미 103683호

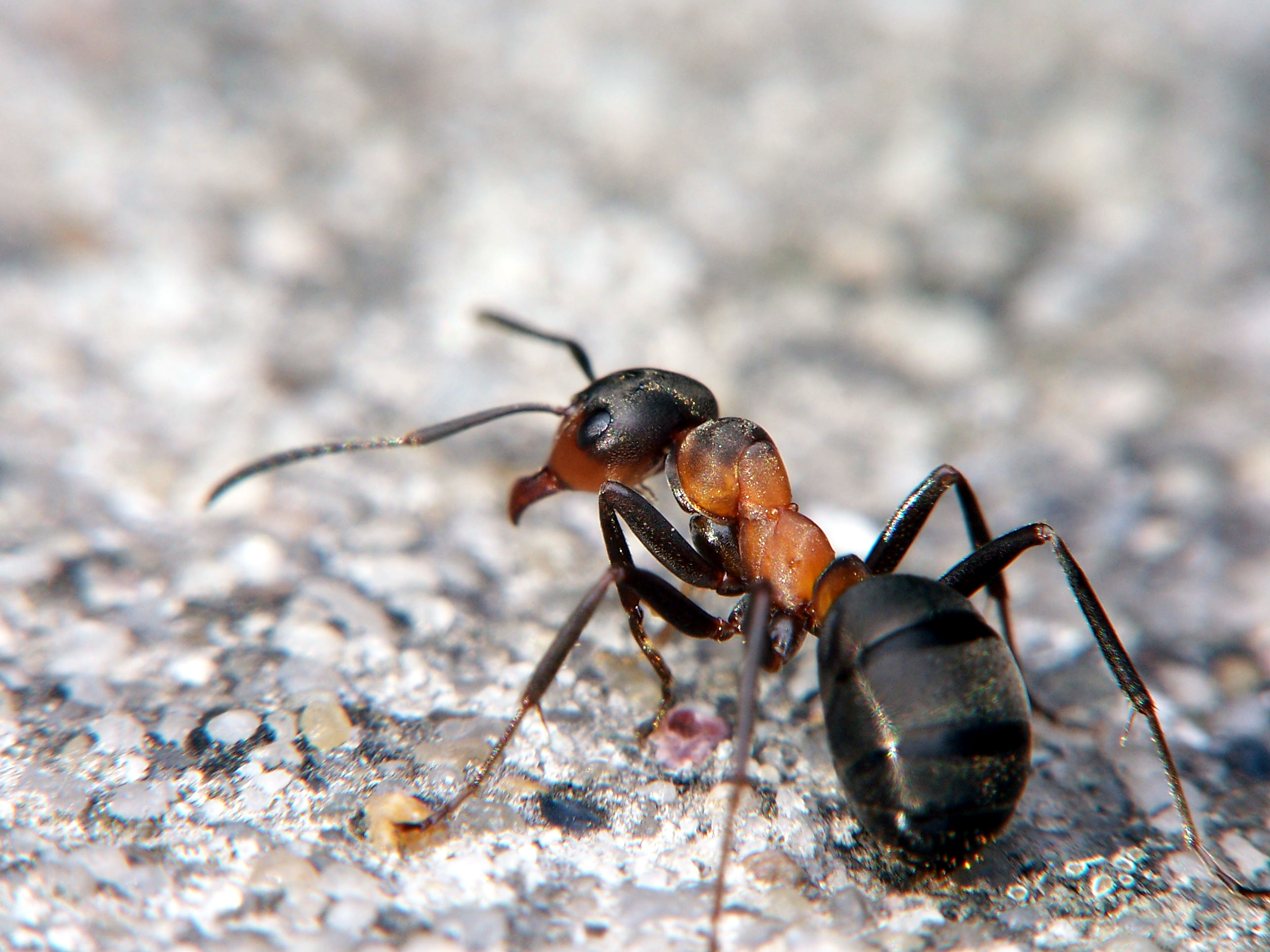

개미 103683호 (줄여서 개미 103호)(프랑스어: Fourmi 103 683)는 베르나르 베르베르의 소설 《개미》, 《개미의 날》, 《개미 혁명》에 나오는 불개미이다. 벨로캉 개미 중 유일하게 손가락(개미들은 인간을 손가락이라고 부름)을 만나고 돌아온 개미다. 손가락과 겪은 일을 들려주고 실천하기 위해 말벌의 로열젤리를 먹고 여왕이 된다.